# Haut-Martelange
Haut-Martelange (en luxemburguès: Uewermaarteleng; en alemany: Obermartelingen) és una vila de l'antiga comun de Perlé i avui de la nova comuna de Rambrouch, situada al districte de Diekirch del cantó de Redange. Està a uns 36 km de distància de la ciutat de Luxemburg.